# ویدرادنه (شهرداری یالتا)
ویدرادنه (به لاتین: Vidradne) یک منطقهٔ مسکونی در اوکراین است که در شبه‌جزیره کریمه واقع شده‌است. ویدرادنه ۰٫۸۶۴ کیلومتر مربع مساحت و ۷۰۷ نفر جمعیت دارد و ۶۸ متر بالاتر از سطح دریا واقع شده‌است.